# Rosmarie Pamer

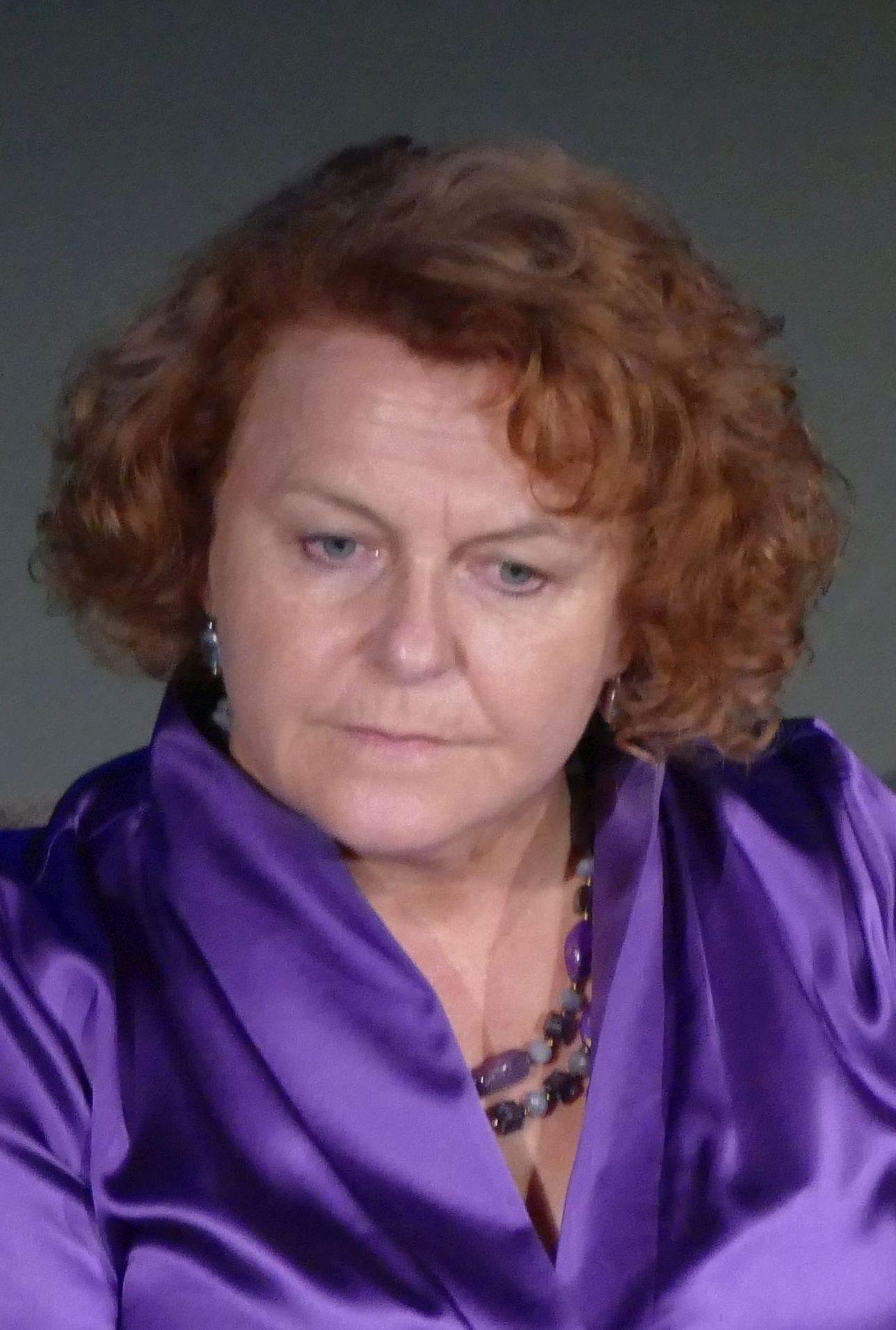
Rosmarie Pamer, 2023

Rosmarie Pamer (* 19. März 1971 in Meran) ist eine Südtiroler Politikerin und Mittelschullehrerin. Sie ist Mitglied der Südtiroler Volkspartei (SVP) und wurde bei den Landtagswahlen 2023 in den Südtiroler Landtag gewählt.

## Leben

### Ausbildung und Beruf
Pamer wuchs auf einem Bergbauernhof oberhalb von St. Martin in Passeier auf. Nach der Grund- und Mittelschule in St. Martin besuchte sie das Realgymnasium in Meran. Daraufhin absolvierte sie ein Biologiestudium an der Universität Innsbruck, das sie 1995 mit einer Diplomarbeit zum Abschluss brachte. Von 1994 bis 2023 unterrichtete sie Mathematik und Naturwissenschaften an der Mittelschule ihrer Heimatgemeinde.

### Politik
Pamer ist seit 1995 politisch aktiv. Sie war von 1995 bis 2010 Vizebürgermeisterin und Gemeindereferentin von St. Martin. 2010 wurde sie mit 56,3 % der Stimmen zur Bürgermeisterin gewählt, und bei den Kommunalwahlen 2015 und 2020 jeweils bestätigt. Seit 2022 ist sie SVP-Bezirksobfrau für das Burggrafenamt.
Zu den Landtagswahlen 2023 kandidierte sie für die SVP und konnte 12.290 Vorzugsstimmen auf sich vereinen, wodurch sie in den Südtiroler Landtag und damit gleichzeitig den Regionalrat Trentino-Südtirol einzog. Am 1. Februar 2024 wurde sie in die neue Landesregierung gewählt; im Kabinett Kompatscher III fungiert sie als 1. Landeshauptmannstellvertreterin und betreut als Landesrätin die Themen sozialer Zusammenhalt, Familie und Ehrenamt.

### Privates
Pamer lebt gemeinsam mit ihrem Partner und ihrem Sohn in St. Martin.